# Taketa
Taketa (japanisch 竹田市, -shi) ist eine Stadt in der Präfektur Ōita in Japan auf der Insel Kyūshū. Sie gehört zum Naoiri-Distrikt.

## Geographie
Taketa liegt etwa 40 km südwestlich von Ōita und jeweils knapp 70 km westlich von Saiki und Usuki im Norden der japanischen Insel Kyūshū. Kumamoto liegt etwa 80 km südwestlich.

## Geschichte
Taketa ist eine alte Burgstadt, in der von 1600 bis 1868 die Nakagawa residierten. Der Ort wurde nach der Burg auch „Oka“ genannt.
Am 31. März 1954 wurden die Dörfer Taketa, Tamarai, Matsumoto, Nyūta, Ubatake, Miyato, Sugō, Miyagi und Kibaru zur Stadt Taketa zusammengefasst. 1955 wurde Ōazakatase eingemeindet. Am 1. April 2005 wurden die Orte Kujū und Naoiri im Norden sowie Ogi im Südwesten der Stadt nach Taketa eingemeindet. In diesen letztgenannten heutigen Stadtteilen bestehen eigene Zweigverwaltungsstellen.

## Verkehr
- Straßen:
  - Ōita-Autobahn
  - Nationalstraße 57: Ōita – Kumamoto – Nagasaki
- Eisenbahn:
  - JR Hōhi-Hauptlinie: nach Kumamoto oder Ōita

## Städtepartnerschaften
- San Lorenzo, seit 1973
- Bad Krozingen, Baden-Württemberg, seit 1987

## Söhne und Töchter der Stadt
- Tanomura Choku’nyū (1814–1907), Maler
- Anami Korechika (1887–1945), japanischer General und Heeresminister im Zweiten Weltkrieg, beging nach der Verkündung der japanischen Kapitulation am 15. August 1945 rituellen Selbstmord.

## Angrenzende Städte und Gemeinden
- Präfektur Ōita
  - Ōita
  - Bungo-Ōno
  - Yufu
  - Kusu
  - Kokonoe

- Präfektur Kumamoto
  - Aso
  - Minamioguni
  - Ubuyama
  - Takamori

- Präfektur Miyazaki
  - Takachiho
  - Hinokage